# Wochenplan
Der Wochenplan ist eine strukturierendes Arbeits- bzw. Organisationsmedium des offenen Unterrichts und dient als Vorläufer und Förderer der Freien Arbeit und des projektorientierten Arbeitens. Unter einem Wochenplan versteht man einen Plan mit einem bestimmten Pensum an Wahl- und Pflichtaufgaben aus einem oder verschiedenen Lernbereichen. Dieser Plan wird von der Lehrperson für die Schüler erstellt und die Aufgaben werden meist innerhalb einer Woche in Einzel-, Partner- oder Gruppenarbeit erledigt.
Mit Hilfe bestimmter Arbeitsmittel und beigefügter Materialien können die Schüler, in den dafür vorgesehenen Wochenplanstunden, die Aufträge erledigen. Dabei bestimmen sie bei der Bearbeitung der Aufträge selbst die Zeiteinteilung, Reihenfolge und die Art der Kooperation.
Um Wochenpläne im Unterricht einsetzen zu können, müssen die Schüler mit Arbeitsformen wie Partner- und Gruppenarbeit vertraut sein, sowie ein gutes Sozialklima und eine positive Arbeitshaltung vorhanden sein.
Als Wochenplanunterricht wird ein Unterricht bezeichnet, welcher auf der Arbeit mit Wochenplänen basiert. Da er sich an den Richtlinien der Lehrpläne orientiert, ist er ein lehrplankonformer Unterricht.

## Struktur des Wochenplanes
Ein Wochenplan sollte immer so angelegt sein, dass er die folgenden Fragen für die Schüler beantwortet: Was muss ich tun? Was darf ich tun? Was benötige ich zur Lösung der Aufgaben? Wie kann ich vorgehen? Wann arbeite ich an dem Plan? Die Beantwortung dieser Fragen ist entscheidend für das Gelingen des Wochenplanes, um die eigenständige Arbeit der Schüler am Wochenplan in Gang zu setzen.

## Geschichte: Wurzeln des Wochenplankonzeptes
Die historischen Wurzeln des Konzeptes liegen in der Reformpädagogik im ersten Drittel des 20. Jahrhunderts. Seit den 1970er wurden diese Ansätze im deutschen Schulwesen aufgegriffen und weiterentwickelt.
- Georg Kerschensteiner und Hugo Gaudig stellten das Aktivitätsprinzip unter dem Postulat der Freiheit in das Zentrum ihres Ansatzes. Das Selbsttätigkeitsprinzip findet sich in allen Ansätzen der Wochenplanarbeit heute wieder.
- Celestin Freinet entwickelte das Konzept des plan de travail, einen doppelschrittigen Wochenplan. Aus dem im Klassenrat beschlossenen Wochenprogramm wird der plan collective. Daraus erstellt der Schüler teilweise mit Unterstützung des Lehrers seinen individuellen Wochenarbeitsplan (plan individuelle).
- Die amerikanische Landlehrerin Helen Parkhurst nahm sich nach einem Besuch bei Maria Montessori vor, ihre Schüler unterschiedlicher Altersgruppen nach unterschiedlicher Begabung, individueller Neigung und individuellem Rhythmus lernen zu lassen. Daraus wurde der sogenannte Daltonplan, ein Vertrag, der zwischen Lehrer und Schüler abgeschlossen wurde.
- Peter Petersen entwarf den Jenaplan als schulpädagogisches Reformmodell. Doch der Wochenarbeitsplan, von dem er spricht, hat eine andere Richtung. Er ist praktisch ein Stundenplanersatz, der den Fetzenstundenplan der Schule überwinden soll.
- Spätestens seit dem Ende der 1970er Jahre war das Thema „Wochenplanarbeit“ in der Primarstufe in aller Munde. Ausgehend vom Marburger Grundschulprojekt unter der wissenschaftlichen Begleitung von Wolfgang Klafki verbreitete sich die Wochenplanidee als methodische Form zur Förderung der Selbststeuerung schon in der Grundschule.
- In der Sekundarstufe hat es – einige Versuchsschulen ausgenommen – bis in die 1990er Jahre gedauert, bis man die in der Wochenplanarbeit liegenden Chancen erkannte. Dieter Vaupel entwickelte dazu – ausgehend von den Erfahrungen den Grundschulen – ein wegweisendes Konzept für den Sekundarschulbereich.[3]